# 乌德勒维尔
乌德勒维尔（法語：Houdreville，法語發音：[udʁəvil]）是法国默尔特-摩泽尔省的一个市镇，属于南锡区。

## 地理
乌德勒维尔（48°30'24"N, 6°6'14"E）面积10.37 平方千米，位于法国大東部大區默尔特-摩泽尔省，该省份为法国东北部内陆省份，是洛林的一部分，北邻比利时、卢森堡，北起顺时针与摩泽尔省、下莱茵省、孚日省和默兹省接壤。
与乌德勒维尔接壤的市镇（或旧市镇、城区）包括：乌代尔蒙、欧特雷、布雷农河畔克莱雷、阿姆维尔、奥梅尔蒙、帕雷圣塞赛尔、韦兹利斯。

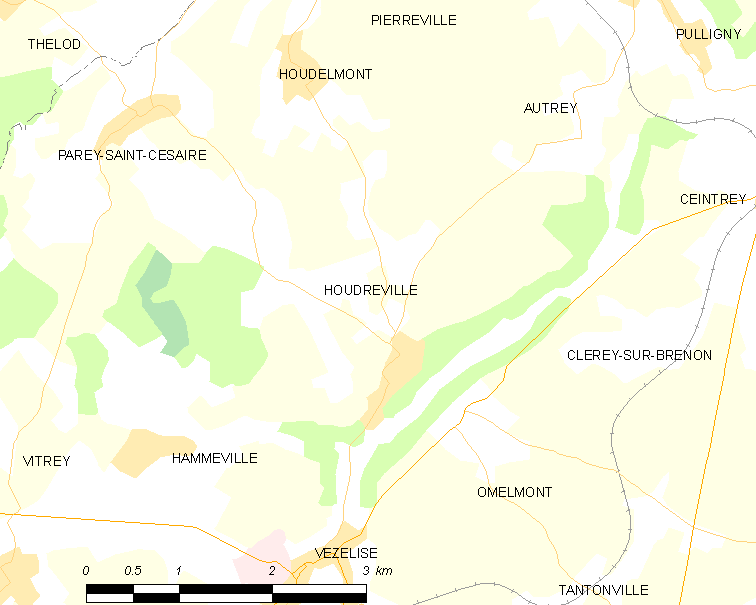
乌德勒维尔的OSM定位图

乌德勒维尔的时区为UTC+01:00、UTC+02:00（夏令时）。

## 行政
乌德勒维尔的邮政编码为54330，INSEE市镇编码为54266。

## 政治
乌德勒维尔所属的省级选区为梅讷欧桑图瓦县。

## 人口

1962-2008年间乌德勒维尔人口变化图示

乌德勒维尔于2022年1月1日时的人口数量为399人。